# Yama-, Hoko- und Yatai-Festwagenumzüge in Japan
Yama-, Hoko- und Yatai-Festwagenumzüge in Japan (engl. Yama, Hoko, Yatai, float festivals in Japan) ist der Titel einer Position des immateriellen Kulturerbes, der 2016 auf Antrag Japans in die UNESCO-Liste des immateriellen Kulturerbes der Menschheit eingetragen wurde. Es ist eine Zusammenfassung von 33 festlichen Umzügen, bei denen hohe geschmückte Festwagen mitgeführt werden.

## Details
Vorangegangen waren 2009 die Einträge zweier Festzüge, Hitachi Fūryūmono in Hitachi und Yamahoko des Gion-Matsuri-Festes in Kyōto. Als Japan weitere Umzüge anmeldete, stellte die UNESCO-Kommission dies wegen „Ähnlichkeit“ zunächst zurück. Daraufhin stellte Japan einen umfasserenden Antrag, der auch die vorgenannten Umzüge enthält und 2016 akzeptiert wurde.
Die folgenden Städte sind involviert (Name der Präfektur in Klammern):
- Akita (Akita)
- Chichibu
- Chiryu
- Fukuoka
- Hachinohe (Aomori)
- Handa (Aichi)
- Hida
- Hita (Ōita).
- Hitachi (Ibaraki)
- Iga (Mie)
- Inuyama
- Kanie (Aichi)
- Kanuma (Tochigi)
- Karatsu (Saga)
- Katori (Chiba)
- Kawagoe (Saitama)
- Kazuno (Akita)
- Kitakyushu (Fukuoka)
- Kuwana (Mie)
- Kyoto (Kyoto)
- Nagahama (Shiga)
- Nanao (Ishikawa)
- Nanto (Toyama)
- Nasukarasuyama
- Ogaki (Gifu)
- Senboku
- Shinjō (Yamagata)
- Takaoka
- Takayama
- Tsushima / Aisai (Aichi)
- Uozu
- Yatsushiro (Kumamoto)
- Yokkaichi

## Galerie

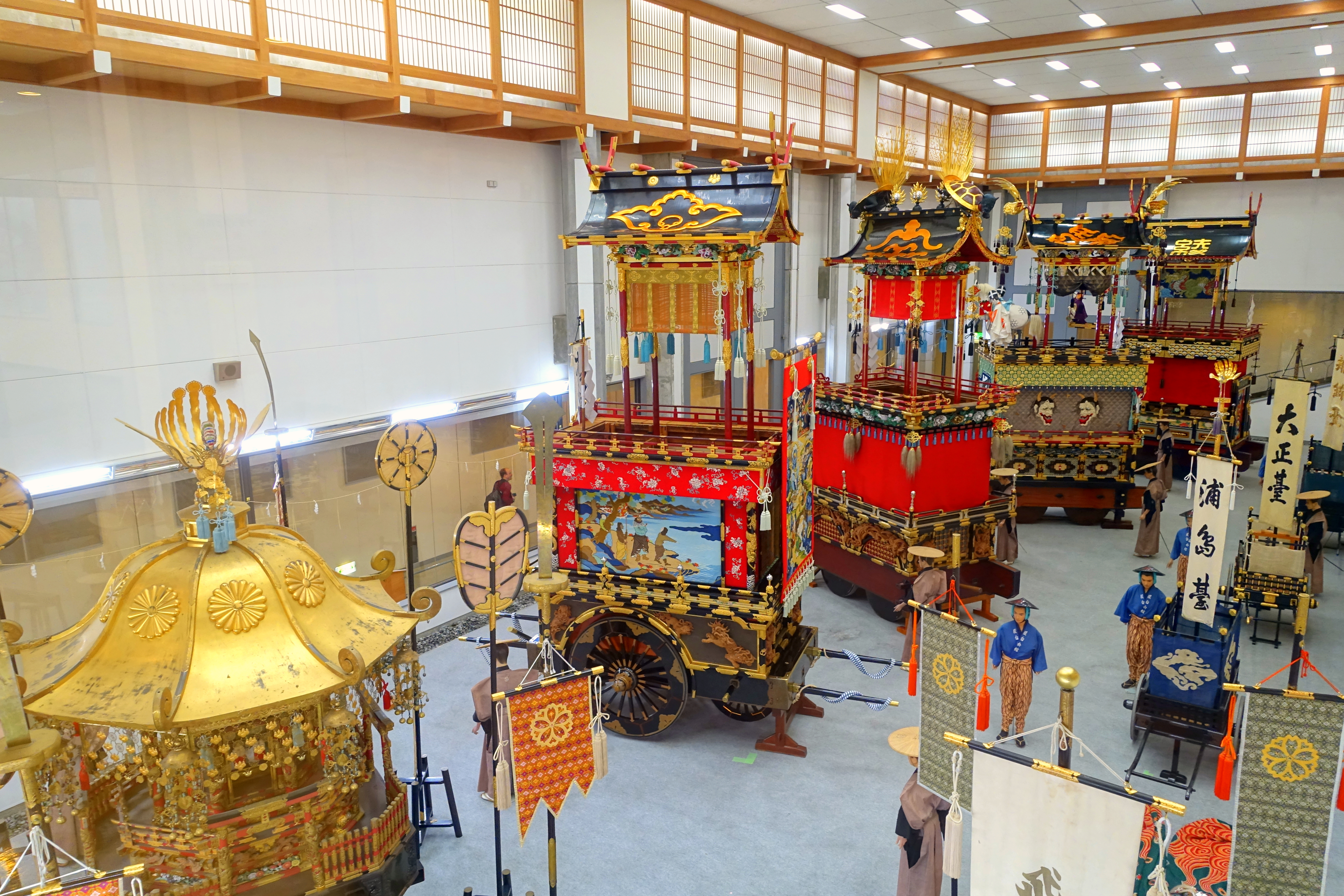
Takayama Festival Ausstellungshalle – Takayama, Gifu, Japan
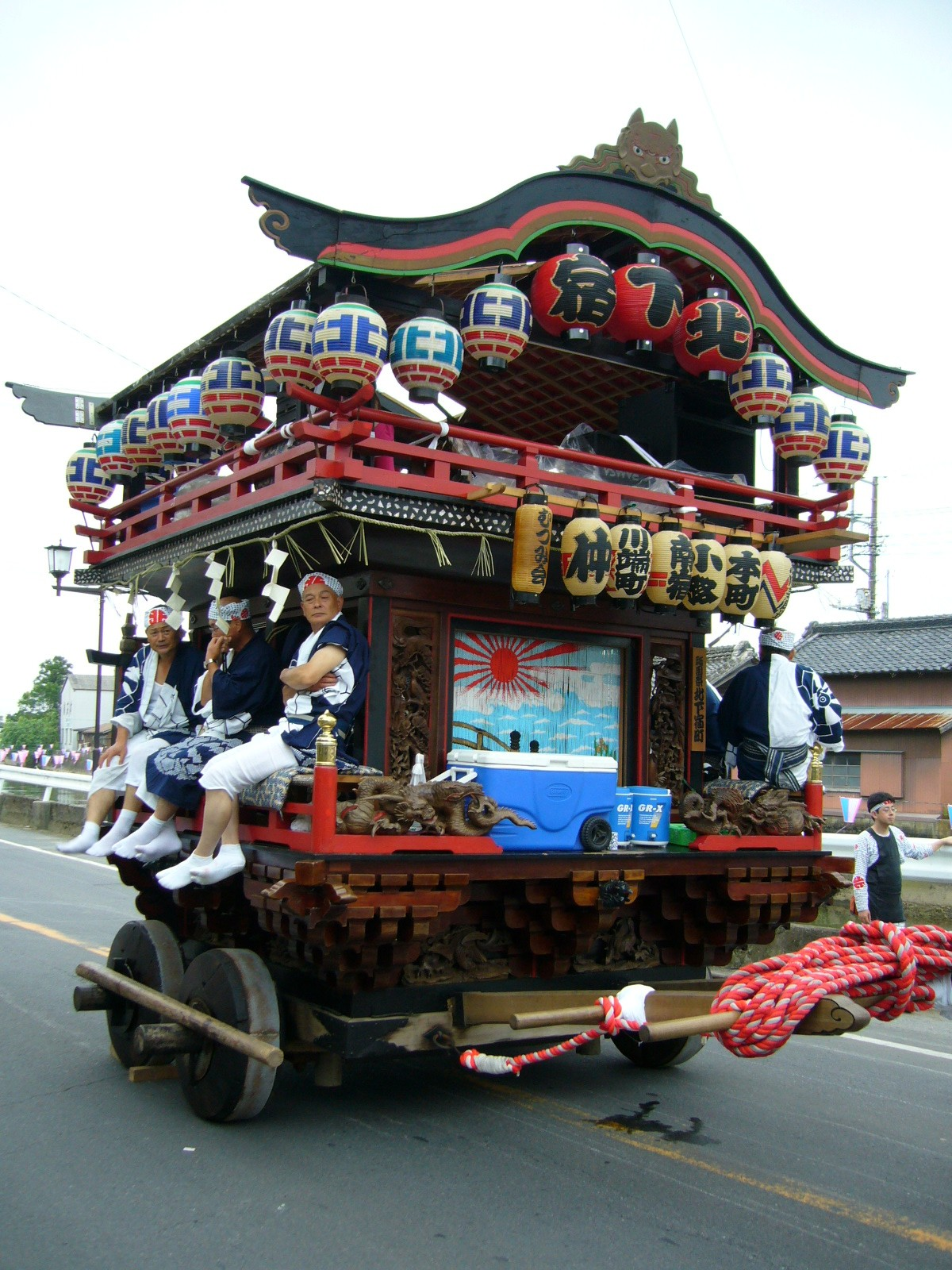
Kitashimojyuku-Wagen, Omigawa-gion-Festival, Katori
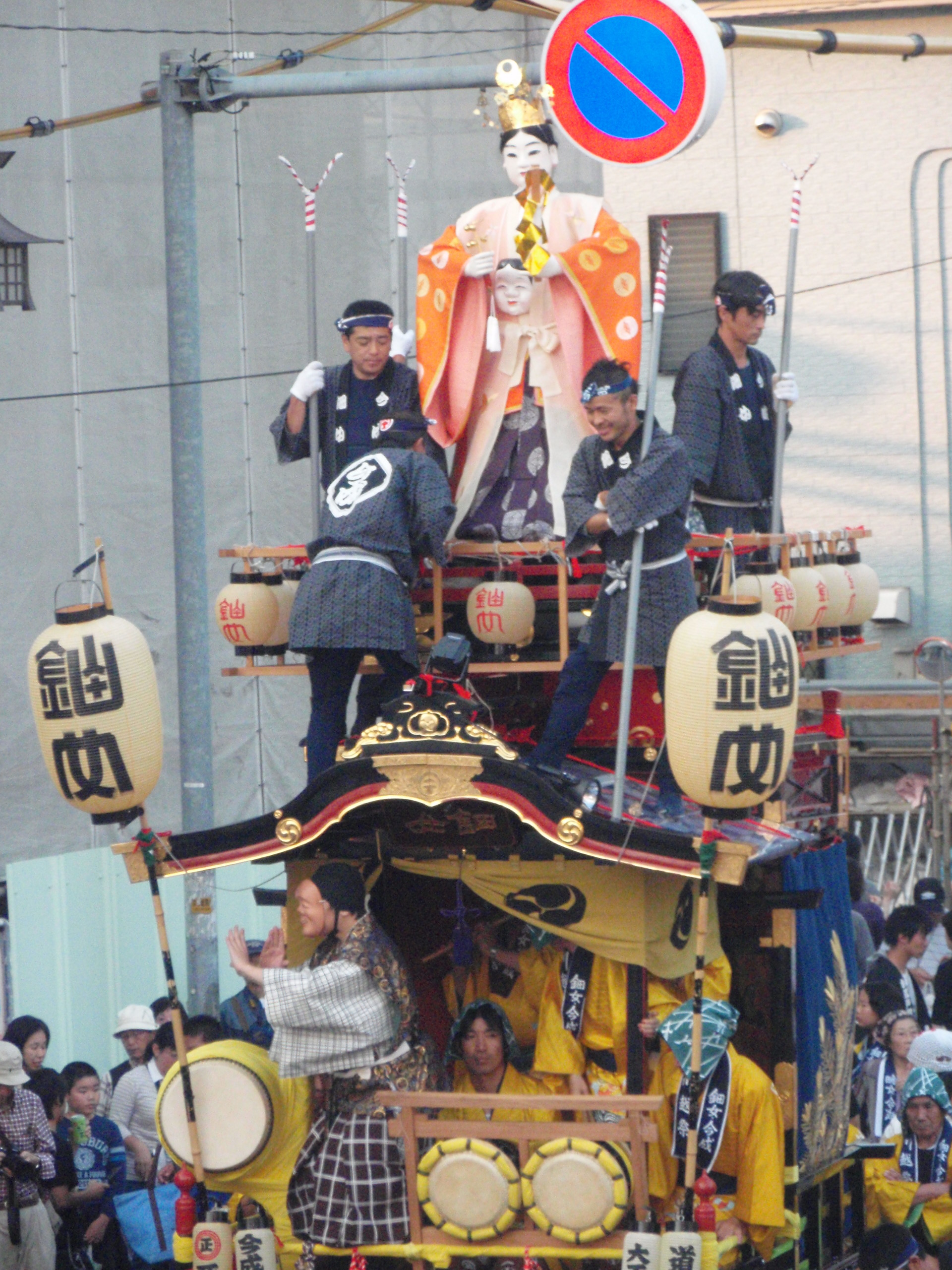
Kawagoe Festival
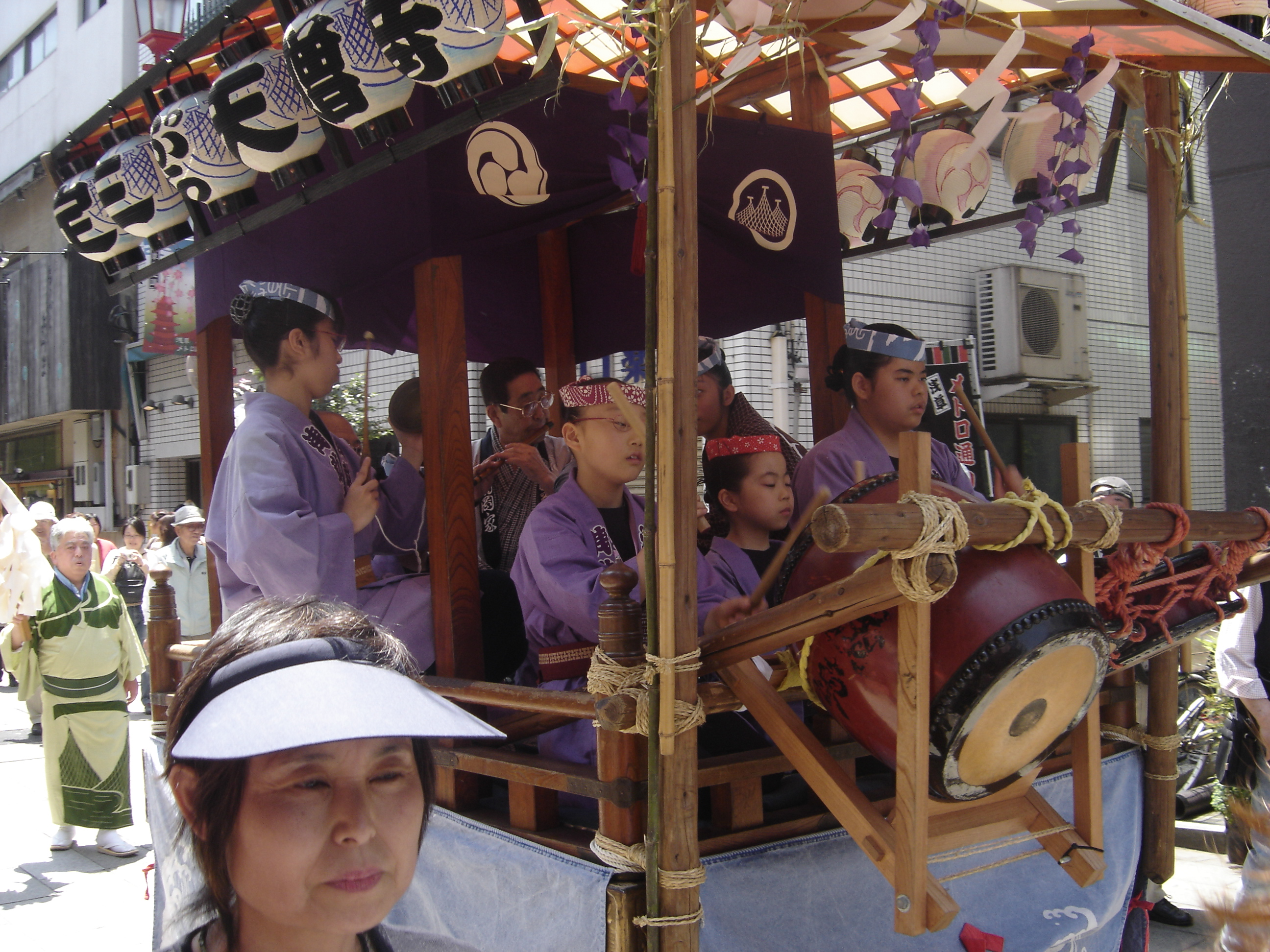
Musikwagen beim Sanja Matsuri (2006)
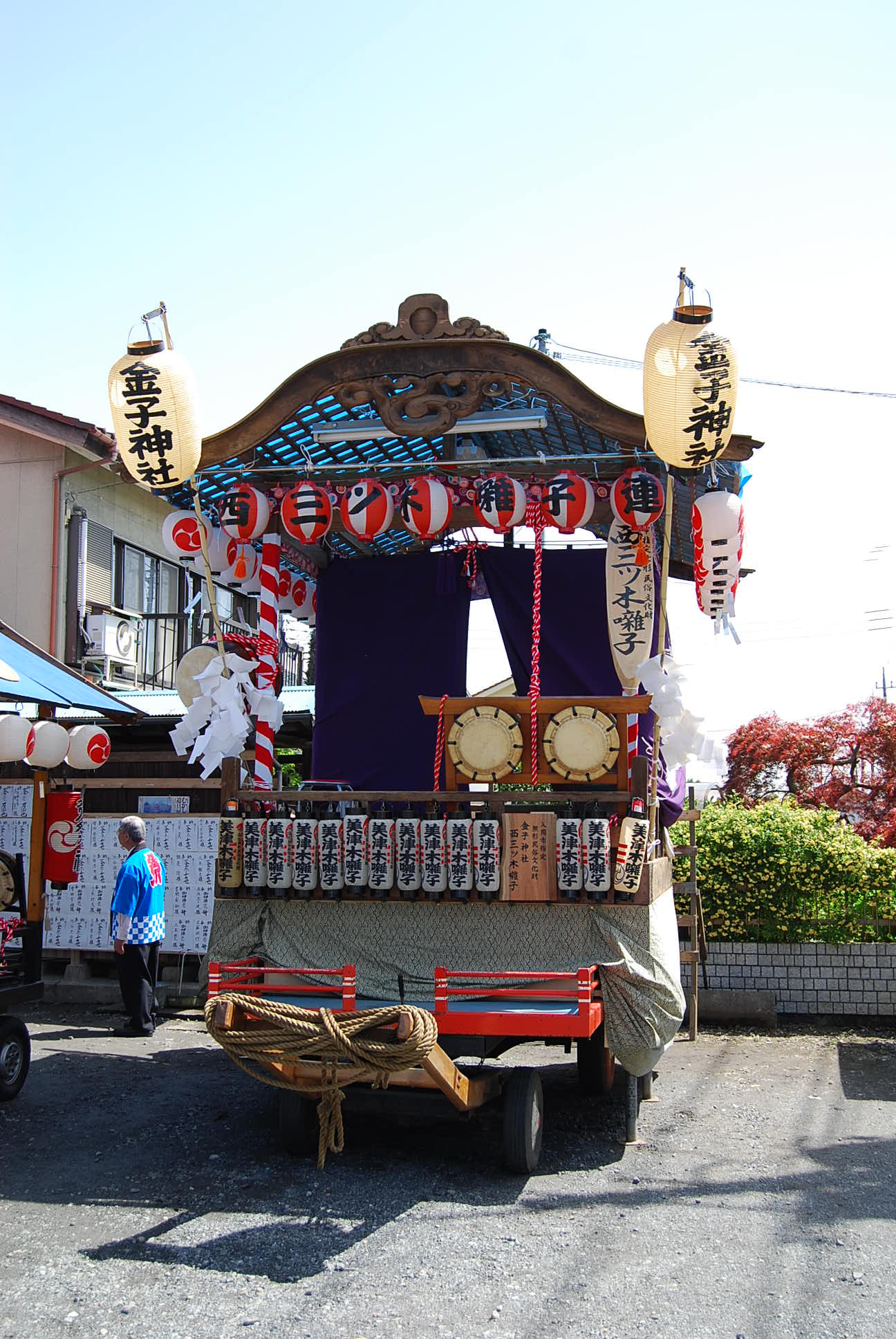
Wagen des Kaneko-Schreins
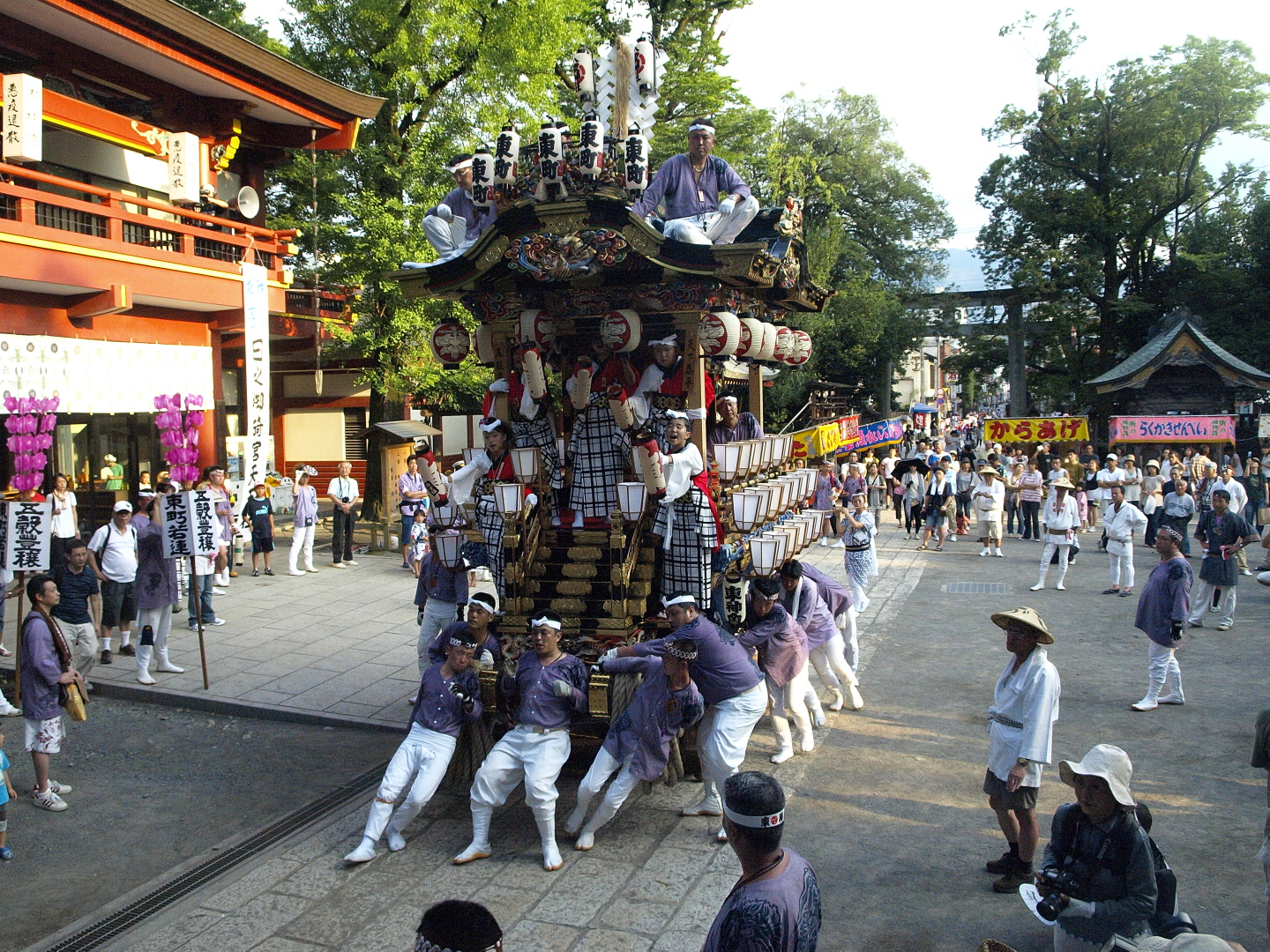
Beim Chichibu Kawase Matsuri
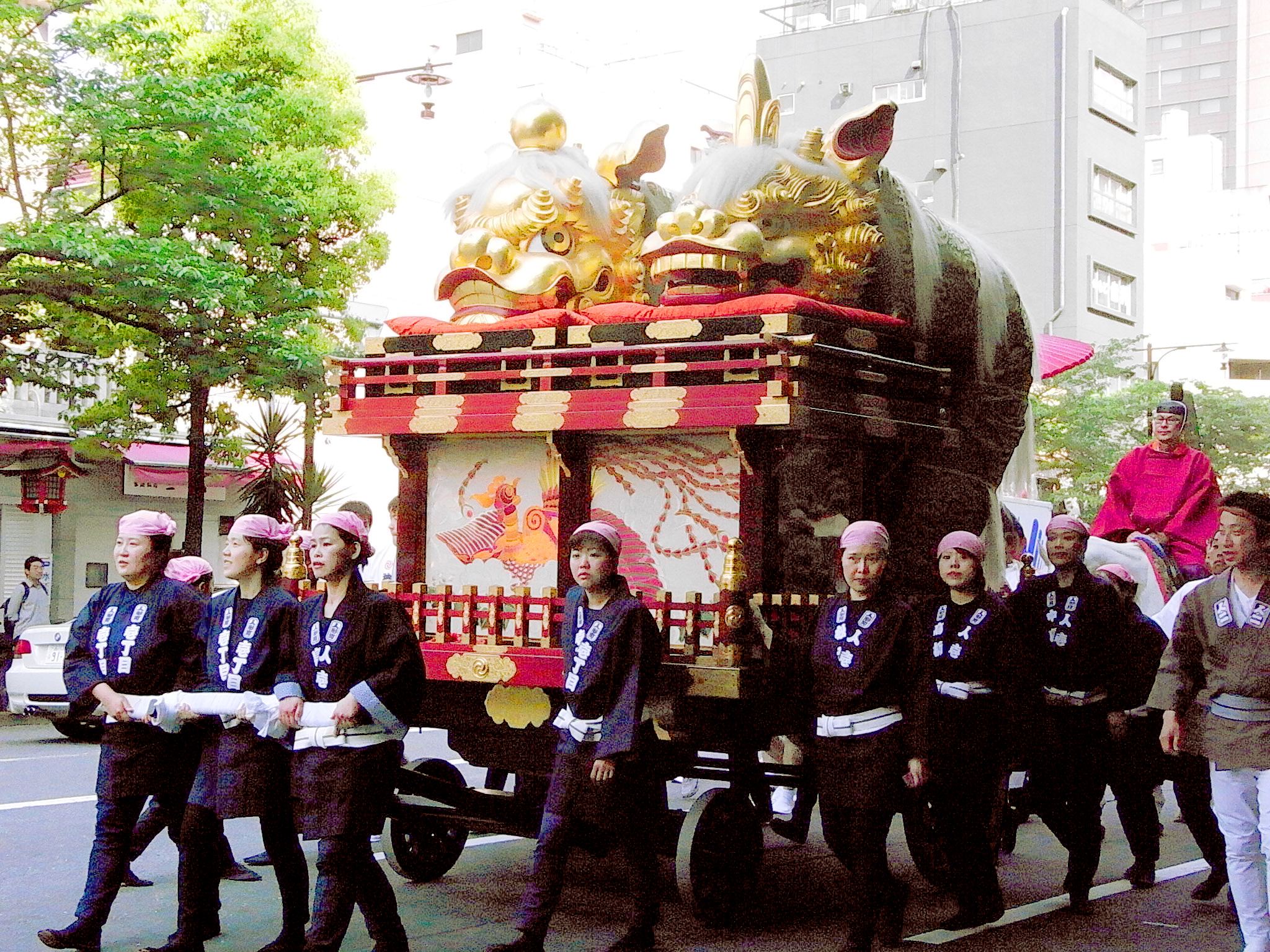
Löwenwagen, Kanda Matsuri 2009
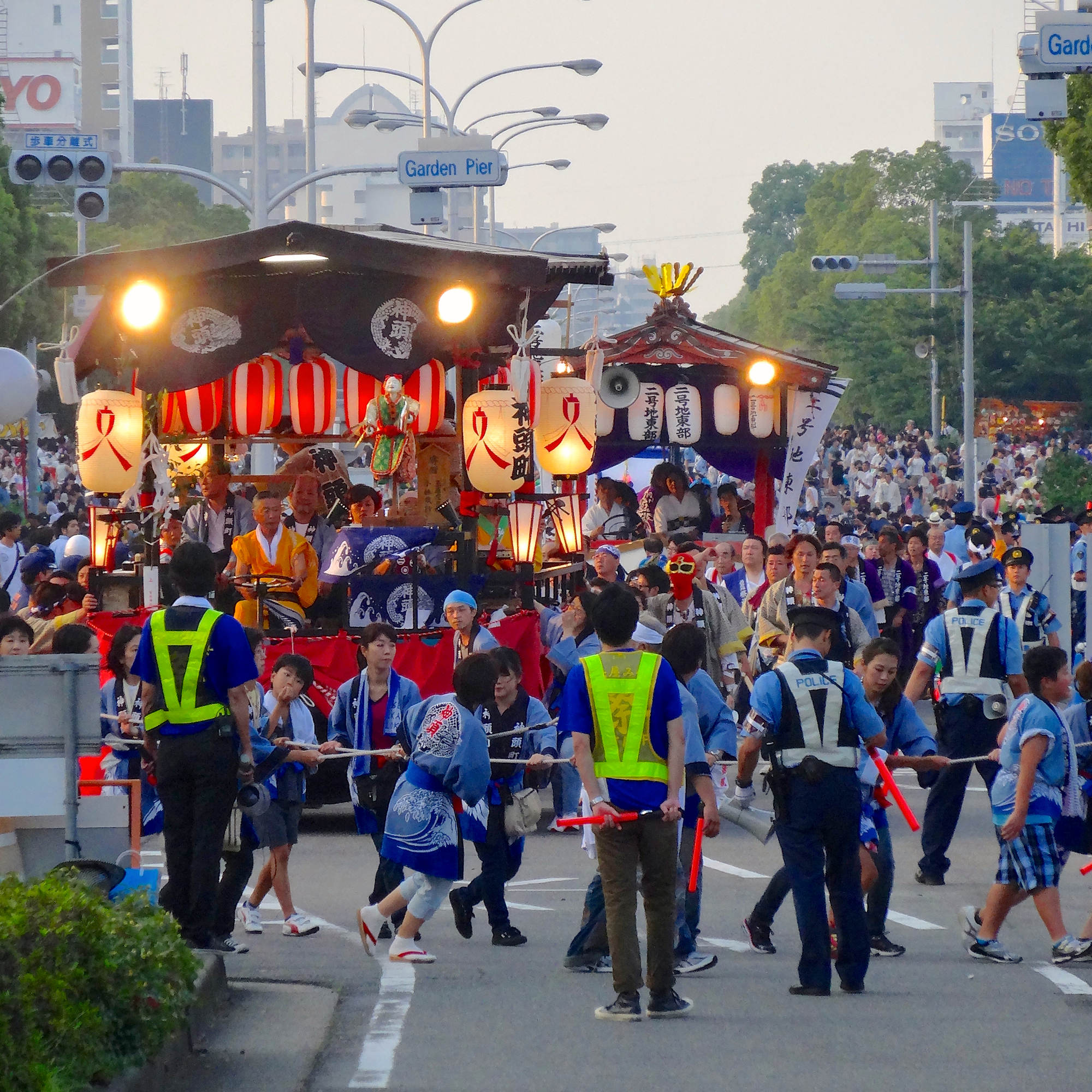
Paradewagen beim Nagoya Port Festival
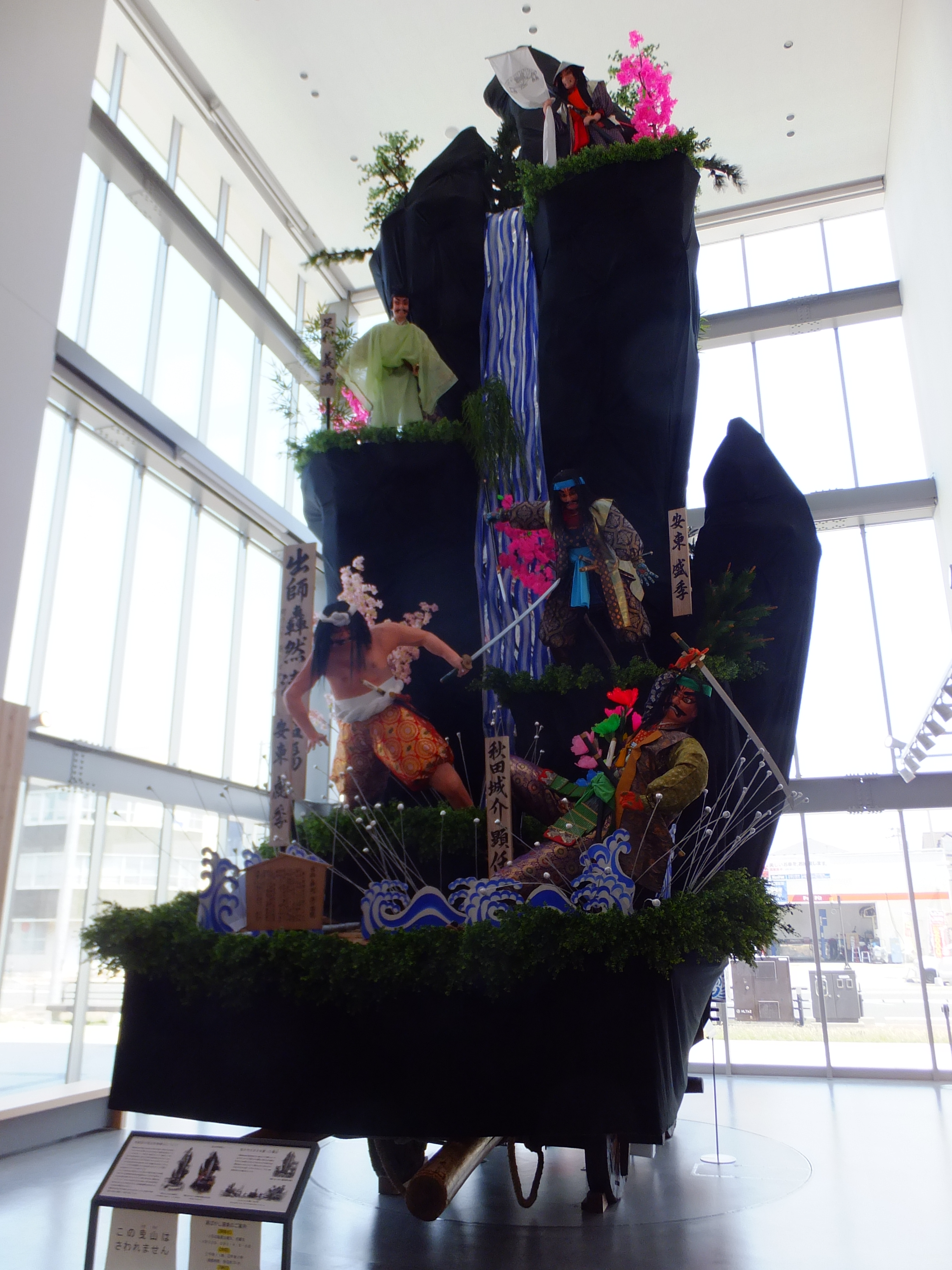
Vom Tsuchizaki-Minato Festival
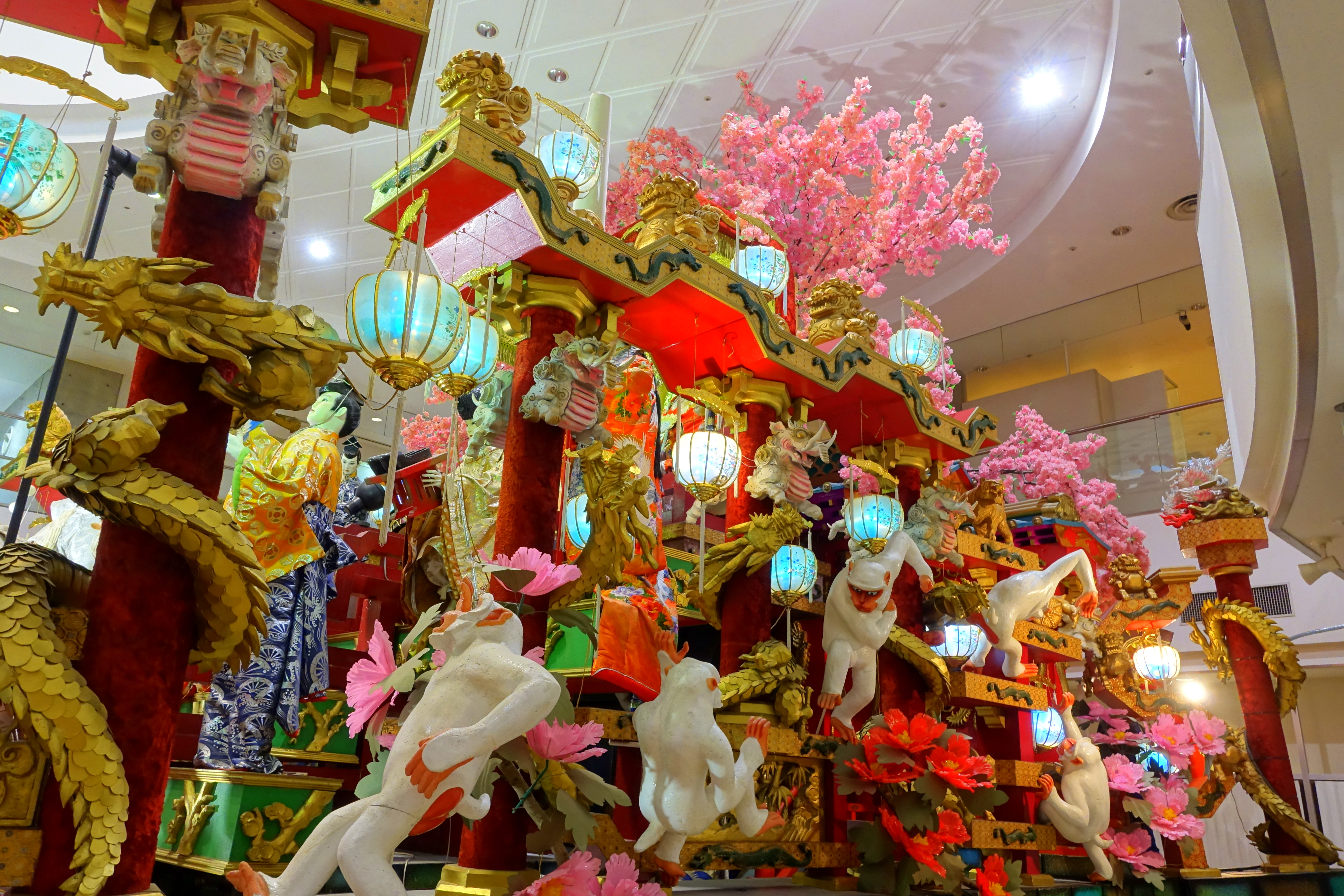
Hachinohe Sansha Taisai, 2017